# Danys col·laterals
 Danys col·laterals (títol original: Collateral Damage) és una pel·lícula estatunidenca dirigida per Andrew Davis, estrenada l'any 2002. Ha estat doblada al català.

## Argument
Gordon « Gordy » Brewer és capità de bombers a Los Angeles. Amb la seva esposa Anne, infermera, tenen un fill, Matt. Esperant Gordon, Anne i Matt es compren menjar i s'instal·len en una terrassa al peu d'un immoble. Un policia aparca la seva moto, a continuació observa els voltants, deambulant. Un comboi de cotxes oficials arriba i aparca devant de l'immoble que alberga el consolat colombià. Uns agents de seguretat en baixen per escortar les personalitats. Gordon arriba en cotxe i aparca a prop. Demana al policia si pot deixar el seu cotxe estacionat només cinc minuts, el policia l'autoritza. Matt veu el seu pare que s'acosta i li fa un senyal. La delegació es dirigeix cap a l'entrada de l'edifici quan una bomba amagada a la moto del policia explota. Brewer vol córrer cap a la seva família, però un taxi que passa pel carrer li dispara i el fereix.
Arriben els auxilis i s'activen. L'atemptat ha ferit una vintena de persones i n'ha matat nou: Anne i Matt, militars colombians, militars americans i agents de la CIA. Peter Brandt, agent especial de la CIA encarregat de Colòmbia, així com el viceministre d'afers estrangers, encarregat d'Amèrica llatina surten indemnes. Gordon és portat a l'hospital, commocionat no diu gairebé res. Jack, Roman i després Ronnie, els seus col·legues i amics bombers li fan companyia. Ronnie anuncia que la bomba estava amagada en una moto de policia robada. Brewer diu que ha parlat amb un policia i abandona l'hospital. És rebut per Joe Phipps, agent especial de la brigada antiterrorista de l'FBI. Brewer visiona les cintes de videovigilància i reconeix el policia. Phipps li revela que és el terrorista colombià Claudio Perrini que es fa dir «El Lobo». Brewer es culpabilitza, pel seu retard Anne i Matt l'esperaven allà. Phipps li presenta Brandt qui li dona la seva targeta de visita. La televisió difon un vídeo enviat als responsables de contra-terrorisme del ministeri d'afers estrangers, en el qual un home emmascarat que es presenta com «El Lobo» reivindica l'atemptat, justificant-ho com represàlies a l'opressió de Colòmbia pels Estats Units. Brandt és durament renyat pel que ha passat per un Comitè de vigilància del Senat, que posa immediatament fi a totes les operacions de la CIA a Colòmbia. Brewer telefona a Brandt,i li diu que per raons polítiques, la persecució del Lobo queda bloquejada de moment. Brewer decideix venjar la seva família ell mateix.

## Repartiment
- Arnold Schwarzenegger: Gordon «Gordy» Brewer, capità-bomber
- Francesca Neri: Selena Perrini, esposa de Claudio
- Cliff Curtis: Claudio Perrini, terrorista «El Lobo»
- John Leguizamo: Felix Ramirez
- John Turturro: Sean Armstrong, mecànic canadenc
- Miguel Sandoval: Joe Phipps, agent especial de la brigada antiterrorista de l'FBI
- Jsu Garcia: Romanç, braç dret de El Lobo
- Elias Koteas: Peter Brandt, agent especial de la CIA encarregat de Colòmbia
- Michael Milhoan: Jack, col·lega bomber de Gordon
- Raymond Cruz: Junior, col·lega bomber de Gordon
- Harry Lennix: Dray, agent de l'FBI, adjunt de Phipps
- Jane Lynch: L'agent Russo
- J. Kenneth Campbell: Ed Coonts
- Tyler Posey: Mauro, fill adoptiu de Selena i de Claudio
- Lindsay Frost: Anne Brewer, esposa de Gordon, infermera
- Jack Conley: L'expert de la policia